# Alosa fallax
Ne doit pas être confondu avec Alusa Fallax.
Espèce
Statut de conservation UICN

 LC  : Préoccupation mineure
L'alose feinte (Alosa fallax) est un poisson de la famille des Clupeidae. On le trouve dans les îles Britanniques, l'Allemagne, la France (Atlantique et Méditerranée), le Portugal, l'Algérie et le Maroc.
Il mesure de 30 à 50 cm à l'âge adulte et se nourrit de petits poissons et de crustacés pélagiques. Il se reproduit en eaux douces mais son séjour en rivière est de plus courte durée.